# ری دریک
ری دریک (انگلیسی: Ray Drake; ۲۴ اکتبر ۱۹۳۴ – ۳۰ مارس ۲۰۱۳) بازیکن فوتبال اهل بریتانیا بود.
از باشگاه‌هایی که در آن بازی کرده‌است می‌توان به باشگاه فوتبال استوک‌پورت کانتی اشاره کرد.